# Ranoidea spinifera
Ranoidea spinifera là một loài ếch thuộc họ Pelodryadidae. Đôi khi nó được gọi là Spiny Tree Frog, dù tên gọi này cũng chỉ loài Nyctixalus spinosus của Philippines.
Đây là loài đặc hữu của Papua New Guinea.
Môi trường sống tự nhiên của chúng là rừng ẩm vùng đất thấp nhiệt đới hoặc cận nhiệt đới, vùng núi ẩm nhiệt đới hoặc cận nhiệt đới, sông ngòi, vườn nông thôn, và rừng trước đây suy thoái nghiêm trọng.